# Ed Marlo
Ed Marlo (10. října 1913 – 7. listopadu 1991), vlastním jménem Edward Malkowski, byl legendárním karetním manipulátorem.
Jeho jméno je mezi kouzelníky jedním z nejznámějších. Marlo zavedl termín cardician (složenina slov card – karta a magician – kouzelník, tedy cosi jako "karetník"), který od té doby vyjadřuje v angličtině člověka zabývajícího se karetním kouzelnictvím.
Ed Marlo vynalezl nebo vylepšil mnoho kouzelnických pohybů, které navždy změnily podobu karetní magie. Dobrým příkladem je třeba Snap change, karetní změna, kterou častokrát předvádí i současný kouzelník David Blaine.
Je autorem více než šedesátky knih a rukopisů a na poli karetní magie přispěl více než dvěma tisíci triků. Neupínal se však pouze na karty, jeho další díla pojednávají o magii s mincemi či kostkami. Jeho první publikace Pasteboard Presto pochází z roku 1938 a stala se nečekaným hitem, který zcela jasně ukázal, jakým směrem se Marlova další díla budou ubírat. Nejznámější z jeho děl jsou The Cardician a Revolutionary Card Technique, které bylo nejdříve vydáno v podobě několika dílů, později vyšlo jako jeden těžký svazek. Napsal také sérii soukromých rukopisů, která prošla pouze rukama nejlepších kouzelníků té doby. Jsou to tituly jako Riffle Shuffle Systems, Patented False Shuffle, Faro Controlled Miracles a další. Všechny z nich jsou velice vzácné a mezi kouzelníky vyhledávané.